# Ćwiczenia Kegla

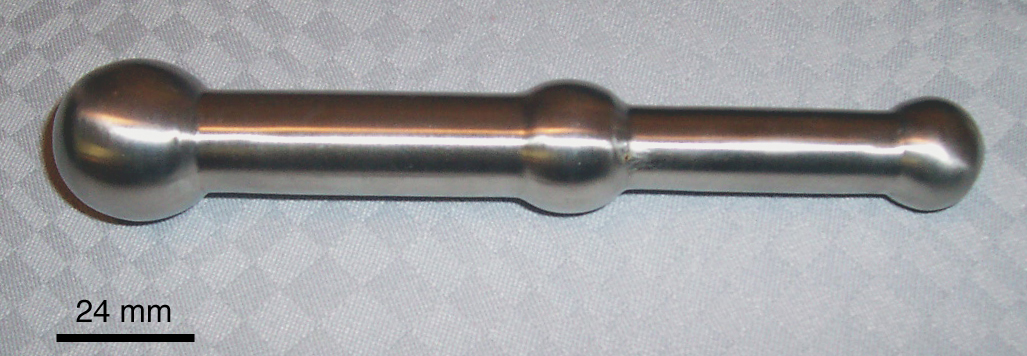
Ciężarek dopochwowy

Ćwiczenia Kegla – ćwiczenia zaprojektowane w latach 40. XX wieku przez amerykańskiego lekarza Arnolda Kegla dla wzmocnienia mięśnia łonowo-guzicznego. Ćwiczenia mają na celu wzmocnienie i naukę kontrolowania mięśni dna miednicy.
Ćwiczenia Kegla polegają na zaciskaniu mięśni pochwy i odbytu na ok. 8–10 sekund i powtarzaniu tej czynności w krótkich odstępach czasu, zaczynając od 5 powtórzeń dochodząc aż do 25 w miarę wzmacniania się mięśni. Wzmocnione i bardziej elastyczne mięśnie ułatwiają poród, zapobiegają opuszczaniu się narządów i wysiłkowemu nietrzymaniu moczu, kału, zwiększają też satysfakcję seksualną kobiet oraz zapobiegają pojawieniu się żylaków odbytu. Ćwiczenia te nie są mniej efektywne niż stymulowanie mięśni przepony miednicy za pomocą prądu elektrycznego, a wręcz przeciwnie, są zalecane, ponieważ nie stanowią tak wielkiego obciążenia psychicznego i czasowego dla pacjentek.
Przy opracowaniu tej metody Arnold Kegel zastosował urządzenie działające podobnie do aparatu do mierzenia ciśnienia. Kobieta z sondą w pochwie uczyła się kurczyć mięśnie, obserwując zmiany wychylenia słupka rtęci. Na podobnej zasadzie opiera się metoda biofeedback. Wykorzystuje się do tego aparaturę elektroniczną, która pokazuje podłączonej do niej osobie (w formie sygnału akustycznego albo świetlnego), jak mocno i jak długo kurczy ona mięśnie. Ćwiczenia Kegla są bardziej efektywne, jeśli stosuje się podczas nich specjalne ciężarki dopochwowe.
Ćwiczenia Kegla jako leczenie kłopotów z nietrzymaniem moczu polecane są również mężczyznom. W leczeniu wytrysku przedwczesnego jest to metoda o umiarkowanej skuteczności.